# Cargo
« Cargo » redirige ici. Pour les autres significations, voir Cargo (homonymie).
Un cargo ou navire de charge (traduction littérale de l’anglais cargo ship ou cargo boat) est un navire de commerce ou navire marchand dont le rôle consiste à transporter des marchandises sous diverses formes en utilisant la voie maritime.
En anglais, cargo signifie cargaison.

## Histoire

### Débuts: Antiquité et Moyen Âge

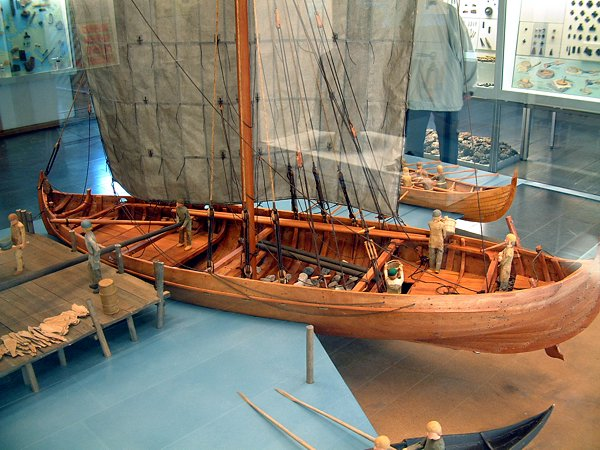
Maquette d'un knørr viking.

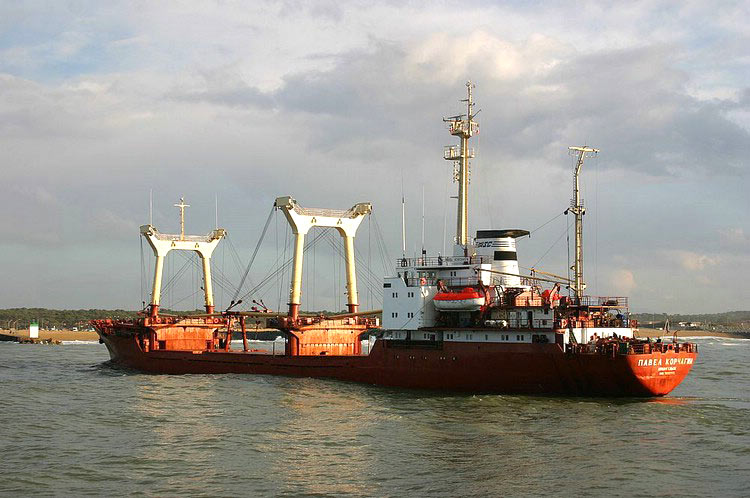
Le Pavel Korchagin, un cargo polyvalent russe de 1980.

Le transport de marchandises sur l'eau est aussi vieux que l'invention des bateaux.
Les fouilles des strates de limon faites en 1991 à Bercy à Paris ont permis de découvrir des embarcations à coques de pirogues qui étaient utilisées pour le transport de marchandises 4 500 ans av. J.-C., par les ancêtres des nautes parisiens dont on a conservé les autels. Ces pirogues de Bercy sont parmi les plus anciennes embarcations connues. Toujours en France, César rapporte que les Vénètes possédaient de nombreux bateaux à voile qui leur servaient à faire du commerce dans le golfe du Morbihan et dans les îles du Ponant jusqu'en Grande-Bretagne.
Les sources iconographiques puis écrites montrent des pagaies et puis rames dès le début, tandis que la voile carrée n'apparaît qu'à Sumer entre 4200 et 4000 avant J.-C., et l'aviron (où l'on tire sur l'aviron en regardant l'arrière), seulement entre 2200 et 2000 avant J.-C. en Mer Noire.
Dans l'Empire romain, existent des navires spécialisés dans le transport des marbres nommés lapidarie naves. D'autres possèdent des cargaisons de tuiles, de lingots de cuivre ou de plomb, voire de verre. D'autres acheminent des amphores d'huile, de vin ou de saumure (garum). Les recherches archéologiques livrent également des bateaux spécialisés dans l'acheminement de grandes quantités de vin conditionnés dans de grosses céramiques : les dolia ; ces navires sont qualifiés de « pinardiers » par les chercheurs.
Pour autant, jusqu'à la Renaissance, les navires assurent plusieurs fonctions, chargement d'une cargaison diversifiée, pouvant associer le transport de passagers et servir pour la guerre. On ne parle donc pas de « cargo » avant cette période.
Les premiers bateaux comme les barques monoxyles sont surtout utilisées pour la pêche et le transport de personnes (petits voyages).
On ne sait pas bien quand les fargues, qui ont précédé les bordages, sont apparues, mais dès la fin du 5e millénaire av. J.-C., il y en avait, ce qui permettait de sillonner la Méditerranée, de Malte aux Baléares.
De même, les premiers navires naviguant en mer plutôt que sur les rivières sont destinés à la pêche. Les premiers transports de marchandises sur l'eau se seraient ainsi fait par voie fluviale, dans des civilisations ayant suffisamment développé l'art de la navigation : l'empire maurya en Inde, et surtout les civilisations égyptiennes et nord-européennes qui inventent le bordage, accroissant significativement la capacité d'emport des bateaux.
Les bateaux sont ainsi surtout utilisés pour le transport de passagers et de marchandises de l'amont d'un fleuve vers l'aval.
Les  Grecs puis les Phéniciens, construisent leurs trières et arrivent ainsi à conquérir la  Méditerranée. Ces navires de guerre, purs descendants des « pentécontores » homériques, accompagnaient des transports, de même origine mais gréés pour plus d'hommes et matériel.
Les capacités nautiques de ces navires restant limitées, ils se contentent de faire du cabotage. Même si relier Chypre à la Sicile en ligne directe implique de perdre les côtes de vue !
Les ports permettent le développement de villes et parfois de civilisations, grâce à l'essor du commerce provoqué par les échanges maritimes. Peu d'évolutions ont lieu ensuite en Europe pendant le Moyen Âge par rapport à la forme ou à l'utilisation des bateaux. On peut noter toutefois les bateaux vikings, déjà séparés entre knørr (navires de transport en haute mer) et les herskip (les navires de guerre).

### Renaissance: première différenciation

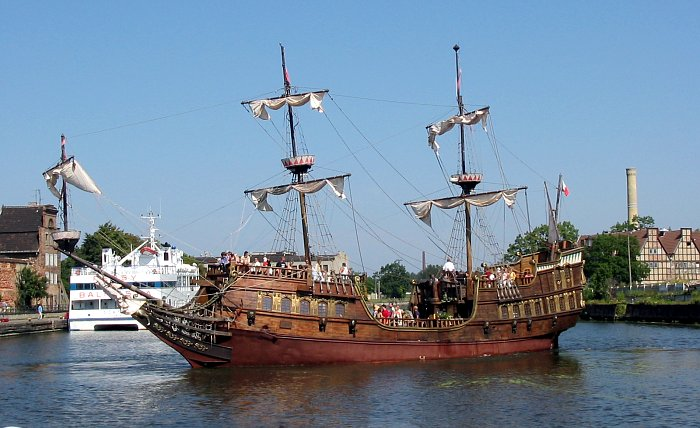
Réplique d'un galion.

À l'approche de la Renaissance apparaissent plusieurs innovations essentielles pour les navires : si le gouvernail d'étambot est utilisé depuis le Xe siècle, c'est l'arrivée de la boussole et de l'astrolabe qui permetlent aux navigateurs de s'aventurer en haute mer. Les premières grandes expéditions débutent aux XIVe et XVe siècles, et avec elles des navires plus adaptés à leurs besoins, à savoir le transport d'hommes mais aussi de leurs vivres, ressources, matériel, etc. pour une navigation de plusieurs mois et parfois la création de colonies. Parti d'Asie, Zheng He utilise de grandes jonques, dont la coque est divisée en plusieurs compartiments. Les cogues des Européens sont plus modestes. Mais surtout, ces navires doivent remplir un rôle à la fois militaire et commercial, d'où des ajouts sur la structure (les châteaux) qui les rendent instables.
Au XVe siècle apparaît donc la première différenciation : les caraques et les caravelles qui ont supplanté les cogues évoluent, entre navires de guerre d'un côté (plus bas sur l'eau et plus stables) et navires de commerce de l'autre (souvent plus ventrus). La séparation n'est pas totale : ainsi, au XVIe siècle, les galions apparaissent, navires longs à construire et donc coûteux. Ils sont donc financés par de riches commerçants, puis affectés au commerce, mais devenaient des navires de guerre s'ils étaient capturés. Mais la naissance de puissantes marines de guerre entraine la création de navires spéciaux à partir du XVIIe siècle.

### L'ère des grands voiliers

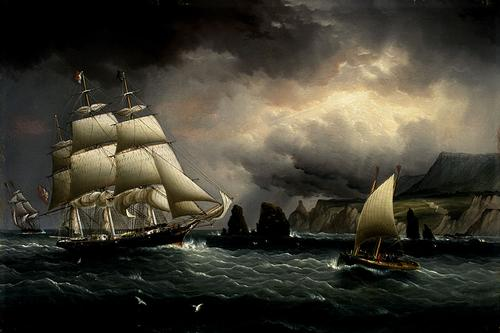
Le clipper Flying Cloud près des Needles, île de Wight, Angleterre, vers 1860. Peinture de James E. Buttersworth.

En parallèle au développement des flottes de guerre, l'essor des explorations et des grandes compagnies commerciales comme la Compagnie néerlandaise des Indes orientales entraine la construction de navires véritablement affectés au transport de marchandises et de personnes. Les gabares apparaissent au XVIIIe siècle, gréées en trois-mâts et pouvant atteindre 450 tonneaux de jauge là où les précédents navires arrivaient à cent ou deux cents tonneaux. De plus petits navires apparaissent à la fin du XVIIIe siècle et au début du XIXe siècle comme les bricks ou les bricks-goélettes utilisés pour les explorations, le cabotage et comme navires négriers.
Le clipper naît vers 1815, (David Mac Gregor dans British and American Clippers) par extension d'un brick-goélette en lui ajoutant un troisième mât, en allongeant le beaupré et en affinant les formes pour lui faire atteindre de grandes vitesses, de l'ordre de 20 - 22 nœuds en pointe, 9 - 10 autour du Monde, à rapporter aux 10 - 11 nœuds et une moyenne de 5 - 6 des navires marchands classiques.
Ces grands et fins navires, d'une capacité dépassant souvent les 800 tonneaux, dominent la route des Indes en transportant le thé et battent des records tant d'endurance physique que de vitesse autour du cap Horn. Les clippers connaissent ainsi leur apogée au milieu du XIXe siècle ; mais, à partir des années 1870, l'arrivée de la construction en métal, de la propulsion à vapeur et de la ligne de charge vont les transformer pour donner finalement naissance à une nouvelle génération de navires marchands.

### Fer, vapeur et standardisation

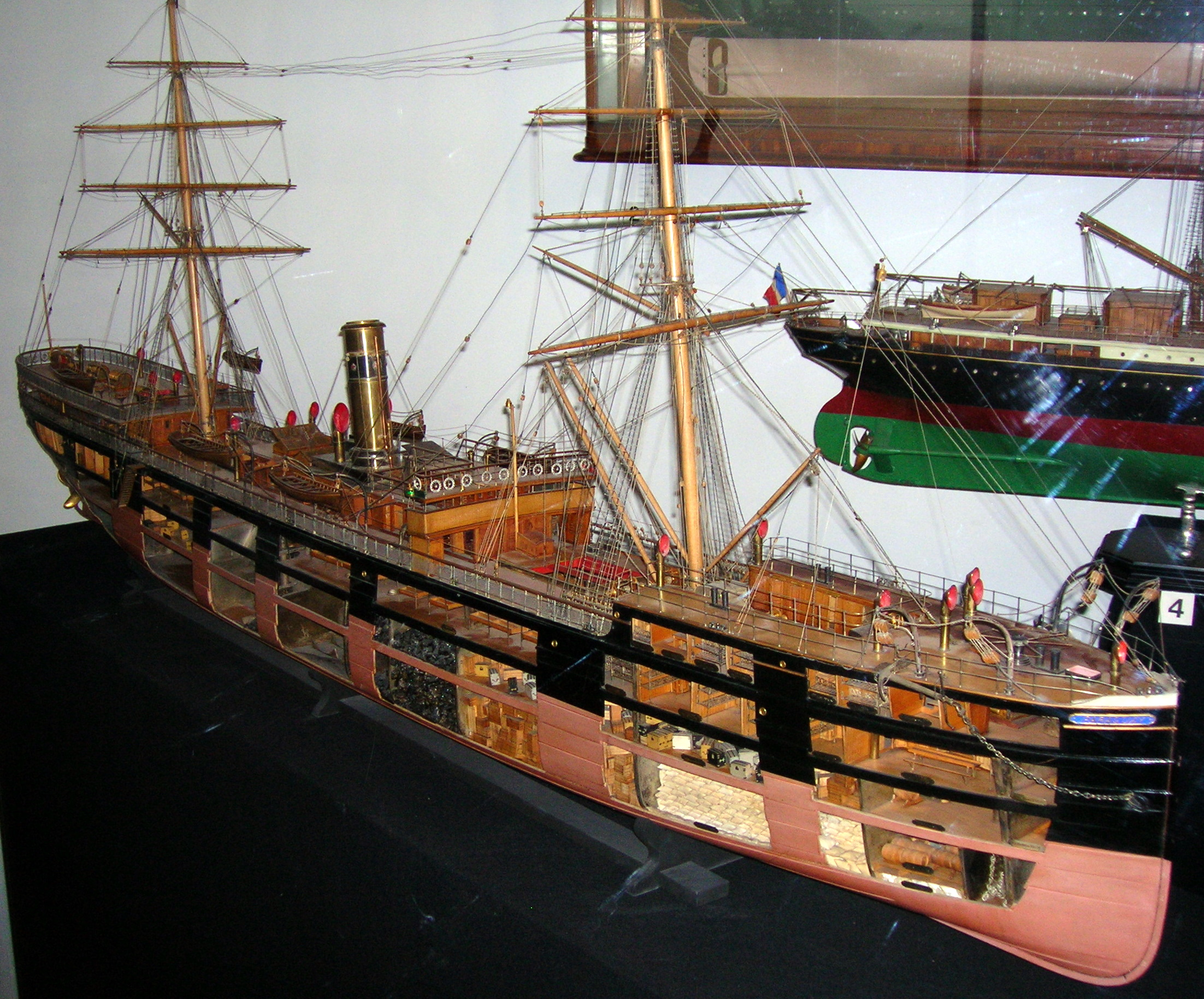
Maquette du Paraguay des Chargeurs réunis, cargo mixte, propulsé à la voile et à la vapeur

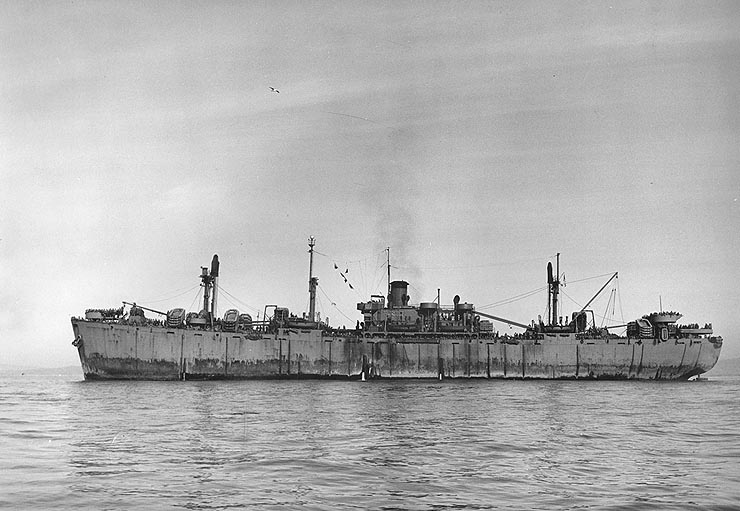
Le Carlos Carrillo, un des 2751 Liberty ships construits aux États-Unis pendant la seconde guerre mondiale.

La révolution industrielle permet de concevoir des navires innovants. Développée véritablement à partir des années 1870, la construction des grands voiliers en fer se fait par rivetage de plaques de métal sur des membrures de fer. Ce procédé permet d'augmenter la taille et donc la capacité d'emport de ces navires, toutefois au détriment de la finesse des formes. Sont ainsi construits les plus grands voiliers, jaugeant plusieurs milliers de tonneaux et portant quatre, cinq voire sept mâts. À la fin du XIXe siècle sont construits les voiliers à prime, série de plus de 200 navires subventionnés par l'État.
Mais le temps des voiliers ne dure pas. La vapeur arrive d'abord comme propulsion d'appoint dans les années 1850 puis comme propulsion principale dès les années 1870. L'hélice remplace vite les roues à aubes et permet de meilleures performances, indépendamment des conditions météo. En parallèle, la ligne internationale de charge ou « ligne de Plimsoll » est adoptée par les sociétés de classification en 1876, tant pour des raisons de sécurité que d'assurances. Alors que les paquebots se développent, en particulier pour les routes transatlantiques, les navires de charge transportant de moins en moins de passagers au profit de leur cargaison ; seuls les cargos mixtes combinent les deux formes de transport.
Pour toutes ces raisons, les cargos évoluent et prennent une allure « standard » : les mâts portant les voiles rapetissent pour ne laisser que des mâts de charge ; les cheminées des machines gagnent en importance, au-dessus de la salle des machines située au milieu puis à l'arrière du navire. Au milieu, le château abrite la passerelle ainsi que les passagers sur les cargos mixtes ; la dunette abrite l'équipage tandis que le gaillard d'avant diminue en importance. La cargaison occupe d'autant plus de place, et le port en lourd des navires augmente.
Cette évolution se poursuit jusqu'à la Seconde Guerre mondiale. Pendant celle-ci, le besoin devient urgent de remplacer les cargos coulés lors de la bataille de l'Atlantique, ce qui mène aux programmes de construction de 2 751 Liberty ships et de 543 Victory ships : économiques et rapides à construire, 2 600 unités sont lancées en un temps record, préfigurant la construction modulaire, la conception standardisée et les méthodes des décennies à suivre.

### La spécialisation

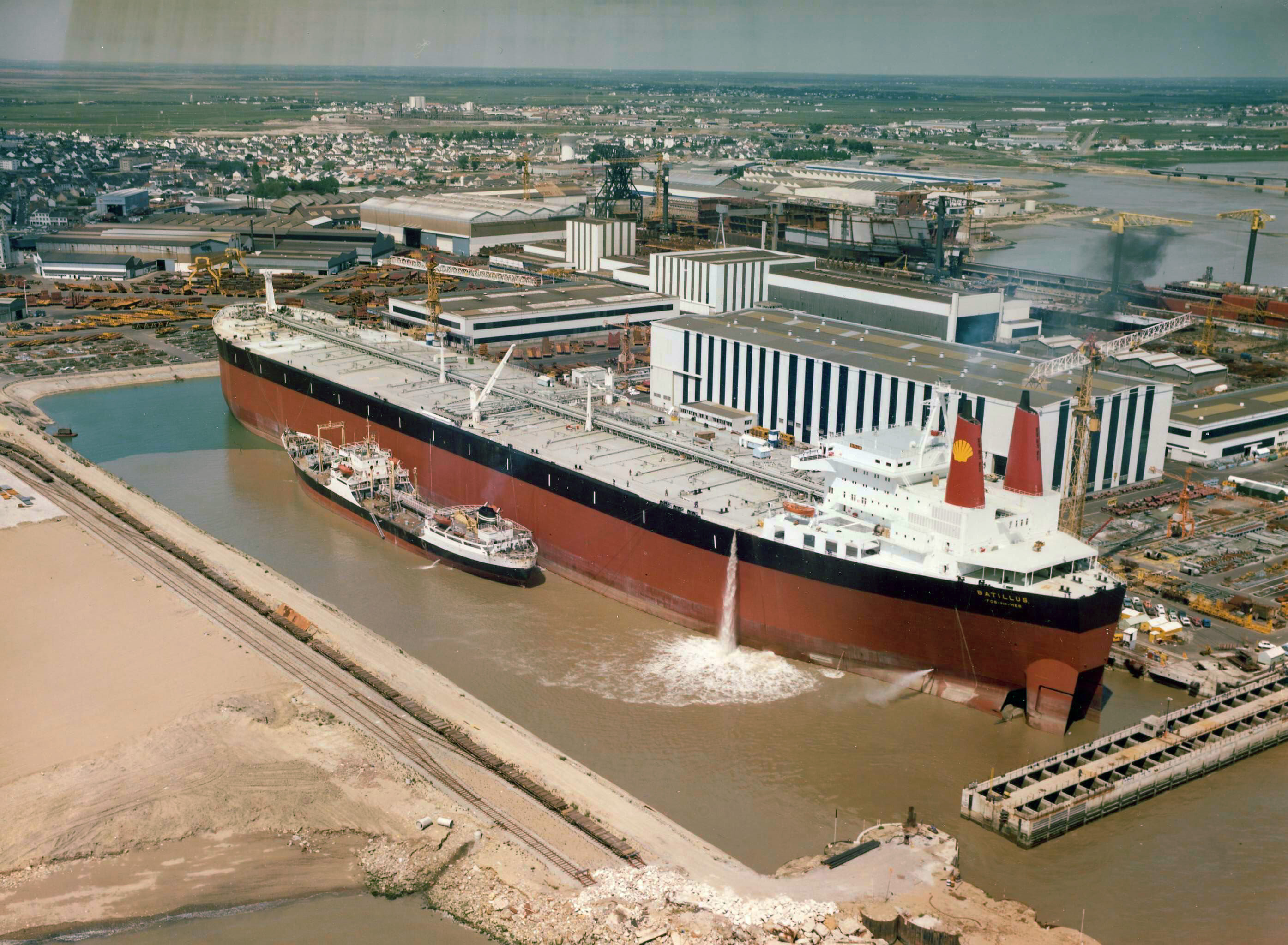
Le Batillus en fin de construction, ravitaillé par un autre pétrolier, le Port-Vendres de 20000 tonnes, qui donne l'échelle.

En parallèle avec cette standardisation, la diversité des cargaisons commence à imposer des contraintes telles que des navires plus spécialisés commencent à être construits. Les premiers essais ont lieu dans la deuxième moitié du XIXe siècle. Le John Bowes de 1852 est ainsi considéré comme le premier vraquier, grâce à son système de ballasts. Le transport de produits périssables comme la viande et les fruits impose une haute vitesse et un système de réfrigération : les premiers navires frigorifiques, le Frigorifique et le Paraguay, effectuent leurs premiers voyages respectivement en 1876 et en 1877, avec un chargement de viande à travers l'Atlantique. Le développement du marché pétrolier entraine de nombreux essais jusqu'à la révolution du Gluckhauf, considéré comme le premier véritable pétrolier : il stockait le pétrole à même la coque, préfigurant le système des citernes.
La flotte des navires de charge spécialisés s'agrandit au début du XXe siècle, sans toutefois rejoindre le niveau des cargos « classiques » ou cargos polyvalents, formant toujours le gros de la flotte de commerce. Les pétroliers croissent de plus en vite jusqu'à la Seconde Guerre mondiale. Pendant la guerre sont construits en masse les 2 600 Liberty ships évoqués plus haut, mais aussi près de 500 pétroliers T2. À partir des années 1950, après la récession causée par la guerre, la croissance de la flotte de commerce reprend du plus belle, mais cette fois au profit des navires plus spécialisés. Les pétroliers battent des records de taille chaque année (le Universe Apollo dépasse les cent mille tonnes en 1959, avec un port en lourd de 114 356 tpl), profitant de l'économie d'échelle : les plus grandes tailles permettent d'embarquer une plus grande cargaison, tandis que la consommation de carburant et la taille de l'équipage croit de façon bien moindre. L'apogée de cette croissance se situe dans les années 1970, avec la série des Batillus (les plus grands navires jamais construits) et le Knock Nevis (le plus grand navire ayant navigué). La crise de 1973 met fin pour un temps aux rêves de gigantisme.

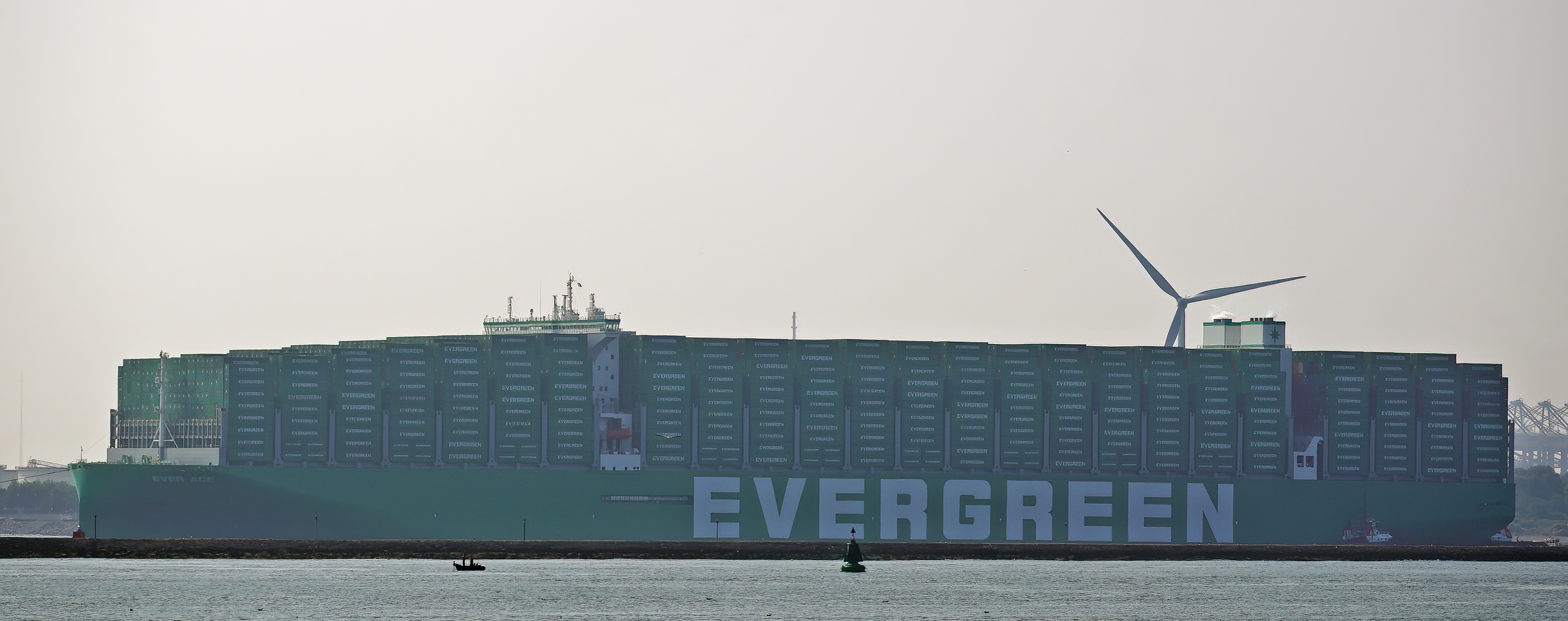
Le porte-conteneurs Ever Ace à Maasmond dans l'estuaire de la Meuse, géant de 2021, un des plus grands navires au monde en opération.

Dans les années 1950 et surtout 1960 se développe le conteneur, un moyen plus simple et surtout standardisé pour transporter les marchandises prenant jusque-là place sur les cargos polyvalents. Bien plus faciles à charger, à décharger puis à transporter par camion, les conteneurs se répandent rapidement. Ils sont d'abord arrimés en pontée sur les cargos conventionnels, puis des navires spéciaux apparaissent, les porte-conteneurs. Les premiers porte-conteneurs intégraux (ne transportant que des conteneurs, sans marchandises en break-bulk c'est-à-dire en caisses, rouleaux, sacs, etc.) sortent dans les années 1970, et les porte-conteneurs non pontés (ou « cellulaires ») dans les années 1990. Contrairement aux pétroliers dont la taille maximum s'est stabilisée, la taille des porte-conteneurs ne cesse de croitre, passant de 3 000 EVP dans les années 1970 à quasiment 24 000 pour la serie des plus grands de la compagnie Evergreen. Le transport des véhicules routiers donne naissance aux rouliers dans les années 1950, dérivés des ferrys, puis aux énormes transporteurs de véhicules depuis les années 1970 embarquant plusieurs milliers d'automobiles.
Le développement des hautes technologies permet le transport de cargaisons plus délicates à manipuler : les chimiquiers, dérivés des pétroliers, apparaissent à la fin des années 1940, en divisant leurs citernes en plus petits éléments pour une meilleure sécurité. Les navires les plus complexes sont toutefois les transporteurs de gaz, les méthaniers, butaniers, etc. : le premier méthanier est le Methane Princess de 1964. Le gaz doit être transporté à haute pression et / ou à très basse température, nécessitant des cuves spécialement conçues à cet effet. Enfin, l'essor de l'industrie pétrolière offshore a entrainé le développement ou la conversion de navires spéciaux, comme les FPSO pour l'extraction et le stockage, ou les heavy-lifts pour le transport de plates-formes pétrolières. Certains navires de ravitaillement offshore ont aussi une grande capacité de chargement, sans être considéré comme des navires de charge mais plutôt comme des navires de services spécialisés.

## Flotte mondiale actuelle
La flotte marchande mondiale croit tout comme le volume des marchandises transportées par mer : en 2020, ce volume a crû de 0,5 %, pour atteindre 11,08 milliards de tonnes. La taille de la flotte se mesure en tonnes de port en lourd ou « tpl », désignant grossièrement la capacité d'emport en tonnes d'un navire de charge. La flotte des navires de charge a atteint 2,13 milliards de tonnes de port en lourd en 2021, soit une croissance de 3,0 % par rapport à l'année précédente. Le nombre total de navires est de 99 800, en progession de 1.1 %, toujours par rapport à 2020.
Les vraquiers et les pétroliers forment le gros de ce tonnage, tandis que les cargos polyvalents restent les plus nombreux (51 235), même s'ils transportent au total moins de marchandises.
La « nationalité » d'un navire s'estime de deux façons. D'une part, son pavillon désigne le pays dans lequel il est enregistré ; mais de nombreux navires sont immatriculés sous un pavillon de complaisance, différent du pays d'origine de l'armateur, pour obtenir des conditions moins contraignantes (fiscalité, droit du travail, etc.). Les statistiques par pavillon placent ainsi au premier rang de petits pays comme le Panama ou le Liberia qui ne « possèdent » pas vraiment les navires en question. On parle donc de « flotte contrôlée » pour désigner les navires possédés par un armateur d'un pays A mais sous pavillon B.
| Pays                   | Navires | Port en lourd (Mtpl) | % de la flotte mondiale | dont % sous contrôle national |
| ---------------------- | ------- | -------------------- | ----------------------- | ----------------------------- |
| Grèce                  | 4 705   | 373 417              | 17,64                   | 15,5                          |
| Chine (hors Hong Kong) | 7 318   | 244 556              | 11,56                   | 43,2                          |
| Japon                  | 4 029   | 241 848              | 11,43                   | 14,5                          |
| Singapour              | 2843    | 139 064              | 6,57                    | 52,7                          |
| Hong Kong (Chine)      | 1764    | 104 219              | 4,92                    | 69,4                          |
| Allemagne              | 2 395   | 86 197               | 4,07                    | 8,6                           |
| Corée du Sud           | 1 641   | 86 093               | 4,07                    | 17,5                          |
| Norvège                | 2 042   | 64 043               | 3,03                    | 3,0                           |
| Bermudes               | 553     | 64 034               | 3,03                    | 0,5                           |
| France                 | 903     | 57 023               | 2,69                    | 2,8                           |
| Royaume-Uni            | 1348    | 55 055               | 2,60                    | 13,0                          |
| États-Unis             | 1 813   | 54 977               | 2,60                    | 18,9                          |
| Taïwan                 | 1014    | 53 283               | 2,52                    | 13,1                          |
| Danemark               | 928     | 42 233               | 2,00                    | 0,1                           |
| Belgique               | 357     | 30 944               | 1,46                    | 29,0                          |
| Turquie                | 1541    | 27 966               | 1,32                    | 21,4                          |
| Indonésie              | 2321    | 26 844               | 1,27                    | 89,9                          |
| Suisse Liechtenstein   | 417     | 26 779               | 1,27                    | 3,5                           |
| Inde                   | 1070    | 26 410               | 1,25                    | 62,1                          |
| Émirats arabes unis    | 1060    | 24 957               | 1,18                    | 2,1                           |
| Total mondial          | 53 973  | 2 116 401            | -                       | 27,4                          |

| Pays                   | Navires | Port en lourd (Mtpl) | % de la flotte mondiale | dont % sous contrôle national |
| ---------------------- | ------- | -------------------- | ----------------------- | ----------------------------- |
| Panama                 | 6 653   | 343 601              | 16,24                   | 0,2                           |
| Liberia                | 3 909   | 300 076              | 14,18                   | 0                             |
| Îles Marshall          | 3 732   | 274 016              | 12,95                   | 0                             |
| Hong Kong (Chine)      | 2 440   | 205 011              | 9,69                    | 35,3                          |
| Singapour              | 2 541   | 136 164              | 6,43                    | 53,8                          |
| Malte                  | 2 020   | 116 373              | 5,50                    | 0,6                           |
| Chine (hors Kong Kong) | 4 933   | 106 879              | 5,05                    | 98,9                          |
| Bahamas                | 1 269   | 74 272               | 3,51                    | 1.0                           |
| Grèce                  | 698     | 64 687               | 3,06                    | 89,8                          |
| Japon                  | 928     | 35 914               | 1,70                    | 97,7                          |
| Chypre                 | 958     | 33 944               | 1,60                    | 15,2                          |
| Indonésie              | 2 398   | 26 410               | 1,25                    | 91,4                          |
| Danemark               | 491     | 24 699               | 1,17                    | 81,2                          |
| Portugal               | 571     | 22 724               | 1,07                    | 0,4                           |
| Norvège                | 661     | 22 090               | 1,04                    | 81,8                          |
| Île de Man             | 315     | 22 008               | 1,04                    | ?                             |
| Iran                   | 273     | 20 099               | 0,95                    | 94,0                          |
| Inde                   | 935     | 16 807               | 0,79                    | 97,6                          |
| Corée du Sud           | 813     | 15 259               | 0,72                    | 98,9                          |
| Arabie Saoudite        | 165     | 13 597               | 0,64                    | 98,5                          |
| Total mondial          | 53 973  | 2 116 401            | -                       | 27,4                          |

## Description
Depuis la seconde moitié du XXe siècle, les cargos se sont considérablement spécialisés au point de présenter des apparences caractéristiques selon leur type ; les différents types de navires de charge sont décrits ci-dessous. Ils présentent néanmoins un certain nombre de caractéristiques communes.
L'immense majorité de ces navires possède une coque en acier soudé, souvent assez pleine afin de maximiser la quantité de marchandises transportées (à l'opposé des navires de guerre ayant une coque plus effilée pour une plus grande vitesse). La coque comprend une ou plusieurs cales contenant la cargaison, divisées entre elles verticalement par des cloisons et parfois horizontalement par des ponts intermédiaires (encore appelés « faux ponts »). Les navires-citernes n'ont pas de cales mais des citernes ou cuves. Les cales ou cuves sont surmontées du pont principal (sauf sur les navires non pontés comme certains porte-conteneurs), sur lequel se trouvent les grues et autres apparaux. Sauf exception, c'est à l'arrière du navire que l'on trouve la salle des machines renfermant les moteurs, surmontée par la superstructure dans laquelle loge et vit l'équipage. En haut de la superstructure, la passerelle permet de commander le navire.
La propulsion est assurée le plus souvent par un ou plusieurs moteurs Diesel. Les grands navires (plus de 10 000 tpl) n'ont généralement qu'un seul moteur Diesel deux-temps à faible vitesse de rotation, entrainant une hélice unique ; la production d'électricité est alors assurée par plusieurs générateurs Diesel indépendants. Sur les plus petites unités, on trouve plutôt un ensemble de moteurs Diesel quatre-temps, entraînant une ou deux hélices via un réducteur. Les hélices sont alors parfois à pas variable (pales orientables) pour améliorer la manœuvrabilité. Seuls quelques méthaniers utilisent encore une machine à vapeur, car ils peuvent brûler une partie de leur cargaison. On trouve de plus en plus souvent un ou deux propulseurs transversaux pour faciliter les manœuvres portuaires.

## Types de navires de charge
On distingue différents types de navires de charge selon le type de marchandises qu'ils transportent, et leur façon de les transporter. Se reporter aux articles individuels pour plus de précisions. La principale distinction se fait entre ceux qui transportent une cargaison « sèche » (vrac solide, caisses, conteneurs, voitures…) et ceux qui transportent des liquides, ceux-ci étant obligatoirement contenus dans des citernes.

### Cargaison sèche
Ces navires transportent des marchandises solides, sous différentes formes : caisses, conteneurs, vrac, etc. On y trouve les types suivants
| Nom                   | Description | Illustration                                                |
| --------------------- | --- | ----------------------------------------------------------- |
| Cargos polyvalents    | Aussi appelés « cargos de divers » ou « cargos mixtes » lorsqu'ils transportent des passagers, ce sont des navires qui embarquent à la fois des marchandises et des passagers, en général une douzaine. Les « cargos de divers » n'embarquent pas de passagers. Les cargos mixtes et de divers peuvent charger et décharger leur cargaison à l'aide de mâts de charge, de grues sur rade ou quand les ports n'ont pas d'équipement. Ils sont dits « de ligne » quand ils effectuent toujours la même rotation, ou de tramping quand leurs destinations varient suivant les cargaisons embarquées. Ils représentaient l'archétype du navire de charge jusqu'aux années 1960. Ils peuvent transporter différents types de caisses, de vrac, de conteneurs, voire des voitures. Même s'ils sont aujourd'hui souvent remplacés par des navires plus spécialisés, ils restent très utilisés, notamment pour les routes côtières. On comptait en 2002 plus de 14 000 de ces navires, pour un port en lourd total (en 2007) de 100,9 millions de tonnes, soit 9,7 % de la flotte mondiale. | Le Pavel Korchagin à Brest                                  |
| Porte-conteneurs      | Ces navires sont spécialisés dans le transporteur de conteneurs, boîtes au format prédéfini. Ainsi, ils utilisent l'espace de façon optimale et restent moins longtemps au port. Leur taille varie du caboteur transportant une centaine de conteneurs aux géants pouvant en transporter quasiment 24 000. Ils sont puissants et rapides. Parmi les sous-types, on trouve les feeders (porte-conteneurs côtiers, avec une cale unique et un design standard), les porte-conteneurs hatchless (sans écoutille, pour accélérer le chargement), les porte-conteneurs rapides avec des formes innovantes, etc. Fin 2021, 5 434 porte-conteneurs ont une capacité de transport totale de 25 millions d'EVP, soit 281,7 millions de tpl (13.2 % de la flotte mondiale) . Il s'agit des navires en plus forte expansion, tant pour leur capacité totale que pour leur taille moyenne qui a quasiment doublée en 16 ans, passant de 2 417 EVP début 2007 à 4 600 EVP fin 2021. | Le HMM Dublin, un des plus grands porte-conteneurs au monde |
| Vraquiers             | « Chevaux de trait » des mers, ils transportent de marchandises solides en vrac comme des granulats, des céréales, du charbon, etc. dans d'immenses cales. Certains sont spécialisés dans le transport de minerais (les minéraliers), d'autres pour le transport de pulvérulents (comme les cimentiers). On trouve aussi les pétro-vraquiers et les pétro-minéraliers qui sont des transporteurs combinés, les BIBO qui emballent la marchandise à bord, les charbonniers, les céréaliers, les grumiers les phosphatiers… Fin 2021, ils transportent 42.8 % du tonnage du commerce maritime mondial avec 913 millions de tonnes de port en lourd, grâce à une flotte de 12 325 navires. | Le Maciej Rataj, vraquier Handymax                          |
| Navires frigorifiques | Petits, esthétiques et rapides, souvent peints en blanc, ils transportent des denrées périssables : bananes, jus de fruits, viande, poisson… à basse température, grâce à des installations spécialisées. Actuellement[Quand ?], ils transportent de plus en plus souvent des conteneurs réfrigérés, certains ne transportant même que des conteneurs. On trouve aussi des navires-citernes transportant du jus de fruits, des navires congélateurs pour le poisson et des navires chargeant exclusivement des palettes. Depuis que les porte-conteneurs disposent de prises pour brancher les conteneurs réfrigérés, la flotte des navires frigorifiques tend à diminuer. Les navires frigorifiques ou reefers sont actuellement au nombre de 1 100 à 1 200 en opération, pour une capacité totale de 310 millions de pieds cubes. | Le Salica Frigo                                             |
| Rouliers              | Aussi appelés « Ro-Ro » pour Roll-On, Roll-Off (« Rouler dedans, rouler dehors », décrit la méthode de chargement à l'opposé du Lift-On, Lift-Off effectué par les grues), ces navires transportent des véhicules sur plusieurs ponts, chargés grâce à une ou plusieurs rampes d'accès. Ils transportent souvent aussi d'autres marchandises sur leur pont, ou des passagers sur certaines routes très fréquentées. Les transporteurs de véhicules à l'aspect massif possèdent jusqu'à 12 ponts et sont entièrement affectés au transport de voitures (avec souvent quelques camions et remorques sur le pont principal), ils peuvent en embarquer plusieurs milliers. Leur capacité s'exprime en mètres linéaires (sur lesquelles on peut garer des voitures) ou en « équivalents-voitures ». On parle aussi de « ConRo » pour les rouliers transportant des conteneurs et de « RoPax » pour ceux transportant également des passagers. En 1999, les flottes de rouliers totalisait 25,3 millions de tonnes de jauge brute.                                                        | Le Tychy, roulier polonais · Le ConRo Grande Nigeria.       |

### Cargaison liquide
Les navires-citernes sont destinés au transport de marchandises liquides. On y trouve les types suivants :
| Nom         | Description | Illustration                     |
| ----------- | --- | -------------------------------- |
| Pétroliers  | Navires citernes transportant du pétrole ; les transporteurs de pétrole brut sont les plus grands, dépassant 100 000 tonnes et atteignant de grandes dimensions ; les transporteurs de produits raffinés sont plus petits. Certains pétroliers sont convertis en FPSO ou en FSO. Fin 2021, 11 400 pétroliers sont en opération, pour un port en lourd total de 619 millions de tonnes ; ils représentent 29 % du tonnage de commerce maritime, la seconde plus grande proportion derrière les vraquiers. | Le supertanker AbQaiQ            |
| Gaziers     | Ces navires transportent soit du gaz naturel (les méthaniers), soit du gaz de pétrole liquéfié (GPL), à basse température (−160 °C) ou à haute pression, dans des citernes spécialement conçues. Ils représentent la quintessence de l'ingénierie maritime au vu de leur complexité. Environ 150 navires sont en opération, pour un port en lourd total de 26,9 millions de tonnes, soit 2,6 % du tonnage mondial de commerce. | Le méthanier LNG Rivers à Brest. |
| Chimiquiers | Pouvant transporter une grande variété de produits, ils disposent de nombreuses citernes et de tuyautages séparés, ainsi que de systèmes de chauffage. Ils sont soumis à des normes de sécurité drastiques. Leurs cuves sont faites en acier inoxydable. Il existe les pétroliers / chimiquiers (transportant des dérivés du pétrole), les chimiquiers parcellaires (transportant différentes cargaisons dans de nombreuses petites cuves) et les chimiquiers spécialisés comme les asphaltiers, les phosphoriquiers, les soufriers. Environ 1 700 chimiquiers sont en opération actuellement, pour un port en lourd total de 8,8 millions de tonnes, soit 0,8 % du tonnage mondial. | Le Fiona Swan à Lorient          |
| Asphaltiers | Un asphaltier également nommé Bitumier, est un chimiquier destiné au transport exclusif d'asphalte ou de bitume. Celui-ci est transporté dans des cuves chauffées entre 180 et 250 °C afin de le maintenir à l'état liquide visqueux. Il est transporté dans des citernes indépendantes de la coque construites avec des aciers spéciaux capables de conserver leur élasticité lors de la dilatation des métaux induite par ces fortes températures. Les seuls matières transportés dans ces conditions particulières hormis l'Asphalte et le Bitume sont la Créosote de Bois, le Goudron, le Goudron de houille et ses distillats.                                                  |                                  |

On trouve encore d'autres navires-citernes spécialisés dans d'autres produits comme les huiliers, les pinardiers pour le vin, les bitumiers, etc., totalisant un port en lourd de 1,2 million de tonnes (0,1 % du tonnage mondial).

## Perspectives: les cargos du futur
De plus en plus, le transport de marchandises à la voile, ou avec des solutions mixtes voile + moteur, est envisagé pour réduire l'émission de gaz à effet de serre et la consommation de produits pétroliers.
Les grands cargos continuent à évoluer, notamment grâce à l'informatique.
Le carburant est toujours un poste critique (plus de la moitié des coûts pour les chargeurs) et la marine marchande consomme globalement de plus en plus de fioul, en étant source d'une pollution de l'air qui a des impacts sanitaires démontrés à proximité des grands ports et des zones de grande circulation de navires. Des logiciels permettent déjà de calculer (en fonction de la météo, des marées et des courants) des itinéraires plus efficace où le navire utilise le courant et le vent pour se faire porter, et ainsi être moins polluant et moins consommateurs en énergie.
Des carburants alternatifs ou des piles à hydrogène pourraient à l'avenir peut-être également apparaître.
Le coût d'un équipage est également périodiquement mis sur la table, certains envisagent un navire sans équipage « le navire sans équipage, c’est s’affranchir de la possibilité d’une erreur humaine ». Le PDG de CMA CGM, Rodolphe Saadé n'est pas de cet avis (2017) quant au navire du futur sans équipage « hors de question de confier à un ordinateur la responsabilité d’un navire coûtant 155 millions de dollars US ».

## Pollution des navires de charge
En 2016, un gros porte-conteneurs (18 000 evp) peut polluer autant qu'environ 1362 voitures (80cv), en raison d'une plus grande teneur en soufre dans le fioul lourd utilisé comme combustible dans ces grands moteurs 2 temps du type Wärtsilä-Sulzer 14RT-flex96C. Les 1 362 voitures seront incapables de transporter le contenu des 18 000 containers de 20 pieds. Au chargement et déchargement 2 containers peuvent être chargés sur une semi, on assiste alors à une noria de camions dans les zones portuaires. Cette pollution est responsable du décès d'environ 40 000 personnes par an[Où ?], à la suite des maladies cardiovasculaires et des cancers du poumon. Ayant pour objectif de diminuer cette pollution et de s'attaquer à ce problème de santé publique, l’Organisation maritime internationale a adopté le 27 octobre 2016, une résolution pour réduire la teneur maximale en soufre de 3,5 % à 0,5 % à partir de 2020. Par le passé, un standard à 4,5 % de soufre au maximum avait été adopté en 1997, et abaissé à 3,5 % en 2012.

### Pour la partie «Histoire»
(en) Article « Transportation », partie « Ships », Encyclopædia Britannica Macropedia, vol. 26, 15e édition, 1995  (ISBN 0-85229-605-3). David Mac Gregor, British & American Clippers ; Conway Maritime Press 1993. (Entre autres !).

### Pour la partie «Types de cargos»
Thomas Lamb (dir.), Ship Design and Construction [détail des éditions].

### Pour le reste, voir les notes
1. ↑  Bruno-Stéphane Duron, Le Transport maritime des céréales, mémoire de DESS, 1999 [lire en ligne].
2. ↑  Jim Shaw, Cold Carriage: the refrigerator ships, Ship Monthly, vol. 42 no 6, juin 2007.
3. ↑  Mike Ratcliffe, Liquid Gold Ships [détail des éditions].
4. ↑  UN Atlas of the Oceans, Oil tankers [lire en ligne].
5. ↑  (en) « UNCTAD : Review of maritime transport » (consulté le 25 février 2022).
6. 1 2 3 4 5 6  (en) « UNCTAD Stat : Merchant fleet by country of ownership » (consulté le 25 février 2022).
7. 1 2  Milliers de tonnes de port en lourd.
8. 1 2  Pourcentage basé sur les navires de plus de 1000 tjb uniquement.
9. ↑  Les données ne sont pas disponibles séparément pour l'île de Man et pour le Royaume-Uni.
10. ↑  Navires de plus de 1000 tjb, il y a 98 715 navires de plus de 100 tjb.
11. ↑  Lloyd's Register of Shipping, World Fleet Statistics, 2002, Londres.
12. ↑  OECD, Maritime Transport Statistics 1998, tableau 15 « World fleet regional distribution » [lire en ligne].
13. ↑  « ASPHALT CARRIERS », sur marine-offshore.bureauveritas.com, octobre 2017 (consulté le 7 mai 2020).
14. ↑  « Asphalt carrier ASPHALT SEMINOLE », sur wartsila.com (consulté le 7 mai 2020).
15. ↑  Fagerholt, K. (2004). A computer-based decision support system for vessel fleet scheduling—experience and future research. Decision Support Systems, 37(1), 35-47.
16. ↑  Corbett, J. J., Winebrake, J. J., Green, E. H., Kasibhatla, P., Eyring, V., & Lauer, A. (2007). Mortality from ship emissions: a global assessment. Environmental Science & Technology, 41(24), 8512-8518. https://www.researchgate.net/profile/James_Corbett4/publication/5650440_Mortality_from_ship_emissions_a_global_assessment/links/0046351fe9f7b84781000000.pdf.
17. ↑  Article de Jeune Marine.
18. ↑  Accord pour diminuer la pollution du fret maritime, Le Monde, 28 octobre 2016.